# Кривизна римановых многообразий
Кривизна римановых многообразий численно характеризует отличие римановой метрики многообразия от евклидовой в данной точке.
В случае поверхности кривизна в точке полностью описывается гауссовой кривизной.
В размерностях 3 и выше кривизна не может быть полностью охарактеризована одним числом в заданной точке, вместо этого она определяется как тензор.

## Способы выражения кривизны

### Тензор кривизны
Кривизна риманова многообразия может быть описана различными способами. Наиболее стандартным является тензор кривизны, заданный через связность Леви-Чивиты (или ковариантное дифференцирование) {\displaystyle \nabla } и скобку Ли {\displaystyle [\cdot ,\cdot ]} по следующей формуле:
{\displaystyle R(u,\;v)w=\nabla _{u}\nabla _{v}w-\nabla _{v}\nabla _{u}w-\nabla _{[u,\;v]}w.}
Тензор кривизны {\displaystyle R(u,\;v)} представляет собой линейное преобразование касательного пространства к многообразию в выбранной точке.
Если {\displaystyle u=\partial /\partial x_{i}} и {\displaystyle v=\partial /\partial x_{j}}, то есть они являются координатными векторами, то {\displaystyle [u,\;v]=0}, и поэтому формула упрощается:
{\displaystyle R(u,\;v)w=\nabla _{u}\nabla _{v}w-\nabla _{v}\nabla _{u}w,}
то есть тензор кривизны измеряет некоммутативность ковариантных производных по векторам.
Линейное преобразование {\displaystyle w\mapsto R(u,\;v)w} также называют преобразованием кривизны.
NB. Есть несколько книг, где тензор кривизны определяется с противоположным знаком.

#### Симметрии и тождества
Тензор кривизны обладает следующими симметриями:
{\displaystyle R(u,\;v)=-R(v,\;u);}
{\displaystyle \langle R(u,\;v)w,\;z\rangle =-\langle R(u,\;v)z,\;w\rangle ;}
{\displaystyle R(u,\;v)w+R(v,\;w)u+R(w,\;u)v=0.}
Последнее тождество было найдено Риччи, но часто его называют первым тождеством Бьянки, потому что оно похоже на тождество Бьянки, описанное ниже.
Эти три тождества образуют полный список симметрий тензора кривизны, то есть если какой-то тензор удовлетворяет этим тождествам, то можно найти риманово многообразие с таким тензором кривизны в некоторой точке. Простые расчёты показывают, что такой тензор имеет {\displaystyle n^{2}(n^{2}-1)/12} независимых компонент.
Ещё одно полезное тождество вытекает из этих трёх:
{\displaystyle \langle R(u,\;v)w,\;z\rangle =\langle R(w,\;z)u,\;v\rangle .}
Тождество Бьянки (часто называемое вторым тождеством Бьянки) содержит ковариантные производные:
{\displaystyle \nabla _{u}R(v,\;w)+\nabla _{v}R(w,\;u)+\nabla _{w}R(u,\;v)=0.}
Вместе с основными симметриями, это тождество даёт полный список симметрий тензора {\displaystyle \nabla R}.
Более того, если пара тензоров 4-валентный {\displaystyle A} и 5-валентный {\displaystyle B} удовлетворяют всем этим тождествам, то можно найти риманово многообразие тензором кривизны {\displaystyle R=A} и его ковариантной производной {\displaystyle \nabla R=B} в некоторой точке.
Обобщение на старшие производные доказали Ковальски и Бергер.

### Секционная кривизна
Секционная кривизна является ещё одним эквивалентным описанием кривизны римановых многообразий с более геометрическим описанием.
Секционная кривизна — это функция {\displaystyle K(\sigma )}, которая зависит от секционного направления {\displaystyle \sigma } в точке {\displaystyle p} (то есть двумерной плоскости в касательном пространстве в {\displaystyle p}). Она равна гауссовой кривизне поверхности, образованной экспоненциальным отображением, измеренной в точке {\displaystyle p}.
Если {\displaystyle v,\;u} — два линейно независимых вектора в {\displaystyle \sigma }, то
{\displaystyle K(\sigma )=K(u,\;v)/|u\wedge v|^{2},}  где  {\displaystyle K(u,\;v)=\langle R(u,\;v)v,\;u\rangle .}
Следующая формула показывает, что секционная кривизна описывает тензор кривизны полностью:
{\displaystyle 6\langle R(u,\;v)w,\;z\rangle =}
{\displaystyle [K(u+z,\;v+w)-K(u+z,\;v)-K(u+z,\;w)-K(u,\;v+w)-K(z,\;v+w)+K(u,\;w)+K(v,\;z)]\,-}
{\displaystyle [K(u+w,\;v+z)-K(u+w,\;v)-K(u+w,\;z)-K(u,\;v+z)-K(w,\;v+z)+K(v,\;w)+K(u,\;z)].}
Или в более простой форме, используя частные производные:
{\displaystyle \langle R(u,\;v)w,\;z\rangle ={\frac {1}{6}}\cdot \left.{\frac {\partial ^{2}}{\partial s\partial t}}\left(K(u+sz,\;v+tw)-K(u+sw,\;v+tz)\right)\right|_{(s,\;t)=(0,\;0)}.}

### Форма кривизны
Форма связности задаёт альтернативный способ описания кривизны. Главным образом такой способ представления используется для общих векторных расслоений и для главных расслоений, но он прекрасно работает для касательного расслоения со связностью Леви-Чивита.
Кривизна в {\displaystyle n}-мерном римановом многообразии задаётся антисимметричной {\displaystyle n\times n}-матрицей {\displaystyle \Omega _{}^{}=\Omega _{\ j}^{i}} из 2-форм (или эквивалентно, 2-формой со значениями в {\displaystyle \operatorname {so} (n)}, то есть в алгебре Ли из ортогональной группы {\displaystyle \operatorname {O} (n)}, являющейся структурной группой касательного расслоения риманова многообразия).
Пусть {\displaystyle e_{i}} будет локальным ортонормированным репером. Форма связности определяется антисимметричной матрицей из 1-форм {\displaystyle \omega =\omega _{\ j}^{i}}, следующим тождеством
{\displaystyle \omega _{\ j}^{k}(e_{i})=\langle \nabla _{e_{i}}e_{j},\;e_{k}\rangle .}
Тогда форма кривизны {\displaystyle \Omega =\Omega _{\ j}^{i}} определяется как
{\displaystyle \Omega =d\omega +\omega \wedge \omega .}
Следующее равенство описывает связь между формой кривизны и тензором кривизны:
{\displaystyle R(u,\;v)w=\Omega (u\wedge v)w.}
Этот подход автоматически включает все симметрии тензора кривизны, за исключением первого тождества Бьянки, которое принимает вид
{\displaystyle \Omega \wedge \theta =0.}
где {\displaystyle \theta =\theta ^{i}} — это {\displaystyle n}-вектор 1-форм, определённых как {\displaystyle \theta ^{i}(v)=\langle e_{i},\;v\rangle }.
Второе тождество Бьянки принимает вид
{\displaystyle D\Omega =0.}
{\displaystyle D} обозначает внешнюю ковариантную производную.
Форма кривизны обобщается на главное расслоение {\displaystyle E} со структурной группой Ли {\displaystyle G} следующим образом:
{\displaystyle \Omega =d\omega +{\frac {1}{2}}[\omega ,\omega ],}
где {\displaystyle \omega } — форма связности на {\displaystyle E}, а {\displaystyle {\mathfrak {g}}} — касательная алгебра Ли группы {\displaystyle G}
Форма кривизны зануляется тогда и только тогда, когда связность локально плоска.

### Оператор кривизны
Иногда удобно думать о кривизне, как об операторе {\displaystyle Q} на касательных бивекторах (элементах {\displaystyle \Lambda ^{2}(T)}), которые однозначно определяются следующим тождеством:
{\displaystyle \langle Q(u\wedge v),\;w\wedge z\rangle =\langle R(u,\;v)z,\;w\rangle .}
Это возможно из-за симметрий тензора кривизны (а именно, антисимметрии первой и последней пары индексов, и блок-симметрии этих пар).

## Другие кривизны
В общем случае следующие тензоры и функции не описывают тензор кривизны полностью, однако они играют важную роль.

### Скалярная кривизна
Скалярная кривизна является функцией на римановом многообразии, как правило, обозначается {\displaystyle \operatorname {Sc} }.
Это полный след тензора кривизны. Для ортонормированного базиса {\displaystyle \{e_{i}\}} в касательное пространство в {\displaystyle p} мы имеем
{\displaystyle \operatorname {Sc} =\sum _{i,\;j}\langle R(e_{i},\;e_{j})e_{j},\;e_{i}\rangle =\sum _{i}\langle \operatorname {Ric} (e_{i}),\;e_{i}\rangle ,}
где {\displaystyle \operatorname {Ric} } обозначает тензор Риччи. Результат не зависит от выбора ортонормированного базиса.
Начиная с размерности 3, скалярная кривизна не описывает тензор кривизны полностью.

### Кривизна Риччи
Кривизна Риччи является линейным оператором на касательном пространстве в точке, обычно обозначается {\displaystyle \operatorname {Ric} }. Для ортонормированного базиса {\displaystyle \{e_{i}\}} в касательном пространстве в точке {\displaystyle p} он определяется как
{\displaystyle \operatorname {Ric} (u)=\sum _{i}R(u,\;e_{i})e_{i}.}
Результат не зависит от выбора ортонормированного базиса. В размерности четыре или более кривизна Риччи не описывает тензор кривизны полностью.
Явные выражения для тензора Риччи через связности Леви-Чивита даны в статье о символах Кристоффеля.

### Тензор Вейля
Тензор Вейля {\displaystyle W} имеет те же симметрии, что и тензор кривизны, плюс одну дополнительную: след (то же, что кривизна Риччи) равен 0.
В размерностях 2 и 3 тензор Вейля равен нулю, но если размерность > 3, тогда он может отличаться от нуля.
- Тензор кривизны может быть разложена на части: одна будет зависеть от кривизны Риччи, другая — от тензора Вейля.
- Конформная смена метрики не меняет тензор Вейля.
- Для многообразия постоянной кривизны тензор Вейля равен нулю.
  - Кроме того, {\displaystyle W=0}, тогда и только тогда, когда метрика является локально конформной евклидовой.

### Разложение Риччи
Вместе тензор Риччи и тензор Вейля определяют тензор кривизны полностью.

## Вычисление кривизны
- Для расчёта кривизны гиперповерхностей и подмногообразий см. вторая фундаментальная форма,
- Для расчёта кривизны в координатах см. ковариантные производные,
- Для расчёта кривизны методом подвижного репера см. Форма кривизны.
- Уравнение Якоби может быть полезно, если известно поведение геодезических.